# Alda Pereira da Fonseca
Alda Pereira da Fonseca (Rio de Janeiro, 3 de junho de 1882 — ?) foi uma cientista, botânica e escritora brasileira.

## Vida
Nascida na cidade do Rio de Janeiro, Alda formou-se em 1917 na Escola Normal e passou a estudar botânica, que era uma área considerada masculina na época. Publicou diversos trabalhos sobre a botânica brasileira, sendo A cultura da baunilha e A cultura da mangueira suas teses principais, apresentadas no 3º Congresso de Agricultura e Pecuária, em 1922. No ano seguinte, foi escolhida representante do Ministério da Agricultura para uma Comissão de Estudos, na Bahia. Chegou a viajar para o exterior a estudos.
Alda apoiava a criação de reservas naturais por considerá-las como uma fonte de nacionalidade e obra artística, um modelo que contribuía para estudos nas áreas de silvicultura e paisagismo. Durante sua participação na Primeira Conferência Brasileira de Proteção a Natureza, como representante da Federação Brasileira pelo Progresso Feminino, sugeriu a criação de um parque no Rio de Janeiro seguindo o modelo dos Estados Unidos, com montes cobertos pela vegetação, mas com espécies nativas escolhidas de forma racional para que pudessem gerar rendimento a partir de sua reprodução.

## Obras
Alda não se destacou apenas na produção sobre botânica, como também escreveu livros de poesias e romances:

## Principais Obras Científicas
- A cultura da baunilha: Apresentado no 3º Congresso de Agricultura e Pecuária em 1922 e premiado no Concurso de Monografias promovido pelo S.I.A (Serviço de Informação Agrícola), em 1945. [5].
- A cultura da mangueira: Também apresentada no 3º Congresso de Agricultura e Pecuária em 1922.
- Reflorestamento dos morros e subúrbios
- Parques nacionais
- Pesca por amadores
- A laranjeira – cultura e expansão comercial
- Tratado de pomicultura

## Principais Obras Literárias
- Museu escolar (1931)
- Ler e aprender (1933)
- O caminho da vida
- Contos de outrora e de hoje
- Uma aventura infantil
- A cruz de pedra
- Eterno segredo
- Manhã na roça(1954): Poesia infantil inserida no livro didático Terra Bandeirante, 1954. [6].